# Euphitrea cheni
Euphitrea cheni es una especie de insecto coleóptero de la familia Chrysomelidae.
Fue descrita científicamente en 2006 por Yong Zhang,.